# Stadio dei Marmi Pietro Mennea
Lo stadio dei Marmi “Pietro Mennea” è un impianto sportivo di Roma dedicato principalmente all'atletica leggera.
Costruito tra il 1928 e il 1932 e inaugurato come Stadio dei Marmi, sorge all'interno del Foro Italico e nacque come estensione dell'Accademia fascista maschile di educazione fisica per gli allenamenti quotidiani dei suoi allievi. Dal 12 settembre 2013 accanto al suo nome originale figura l'intitolazione a Pietro Mennea, velocista italiano detentore per 17 anni del record mondiale sui 200 metri piani.

## Storia e descrizione

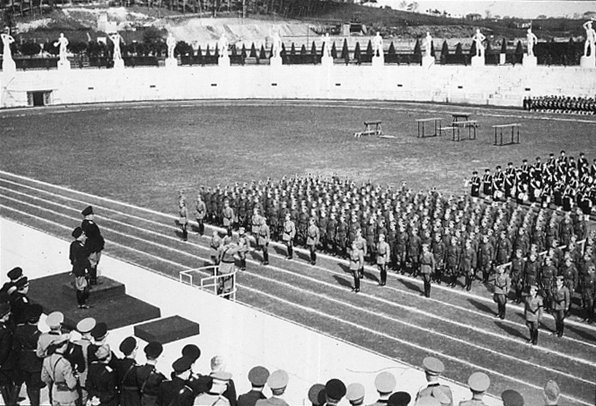
Una parata militare negli anni 1930

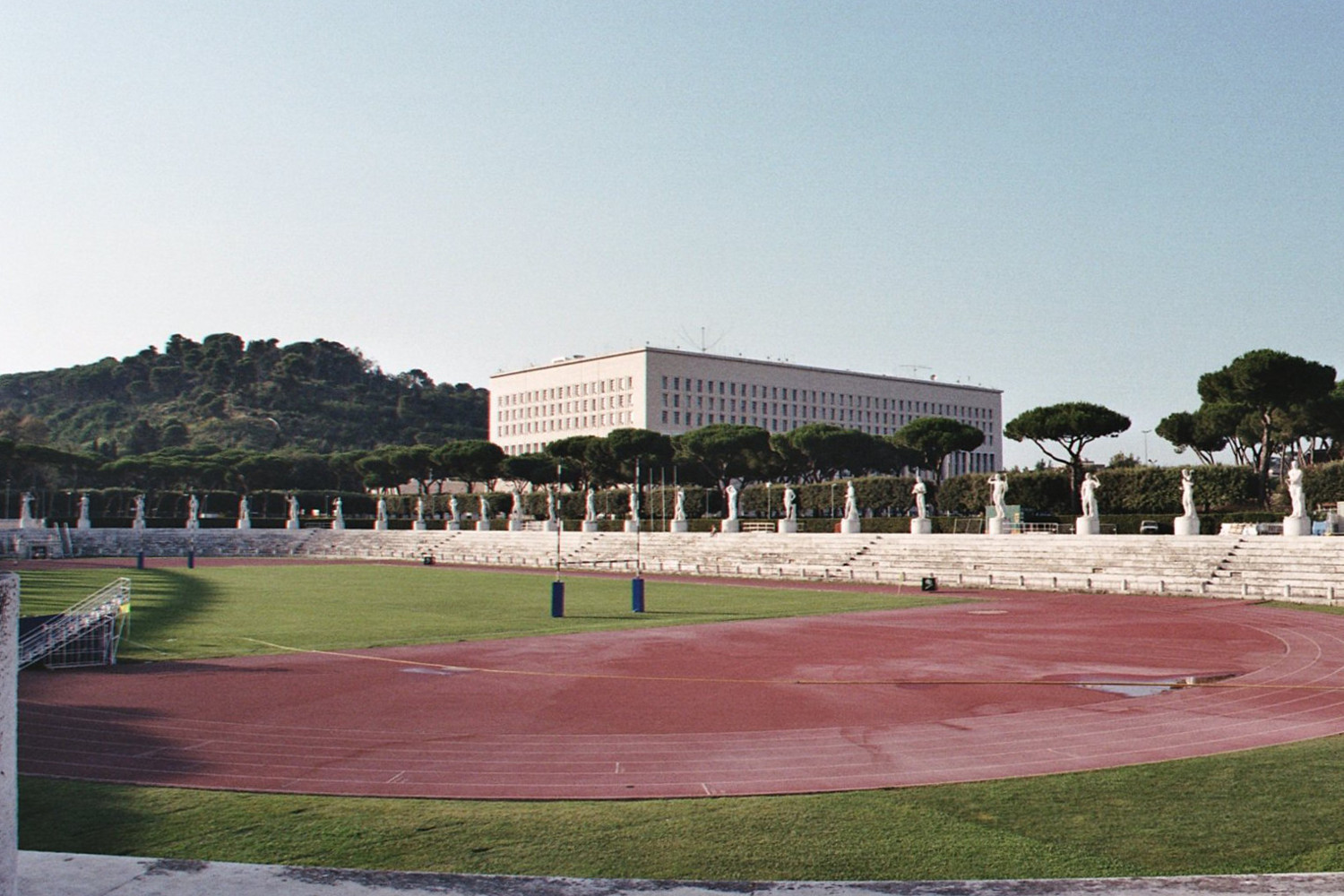
Vista interna dello stadio nel 2011, prima della finale del campionato italiano di rugby a 13

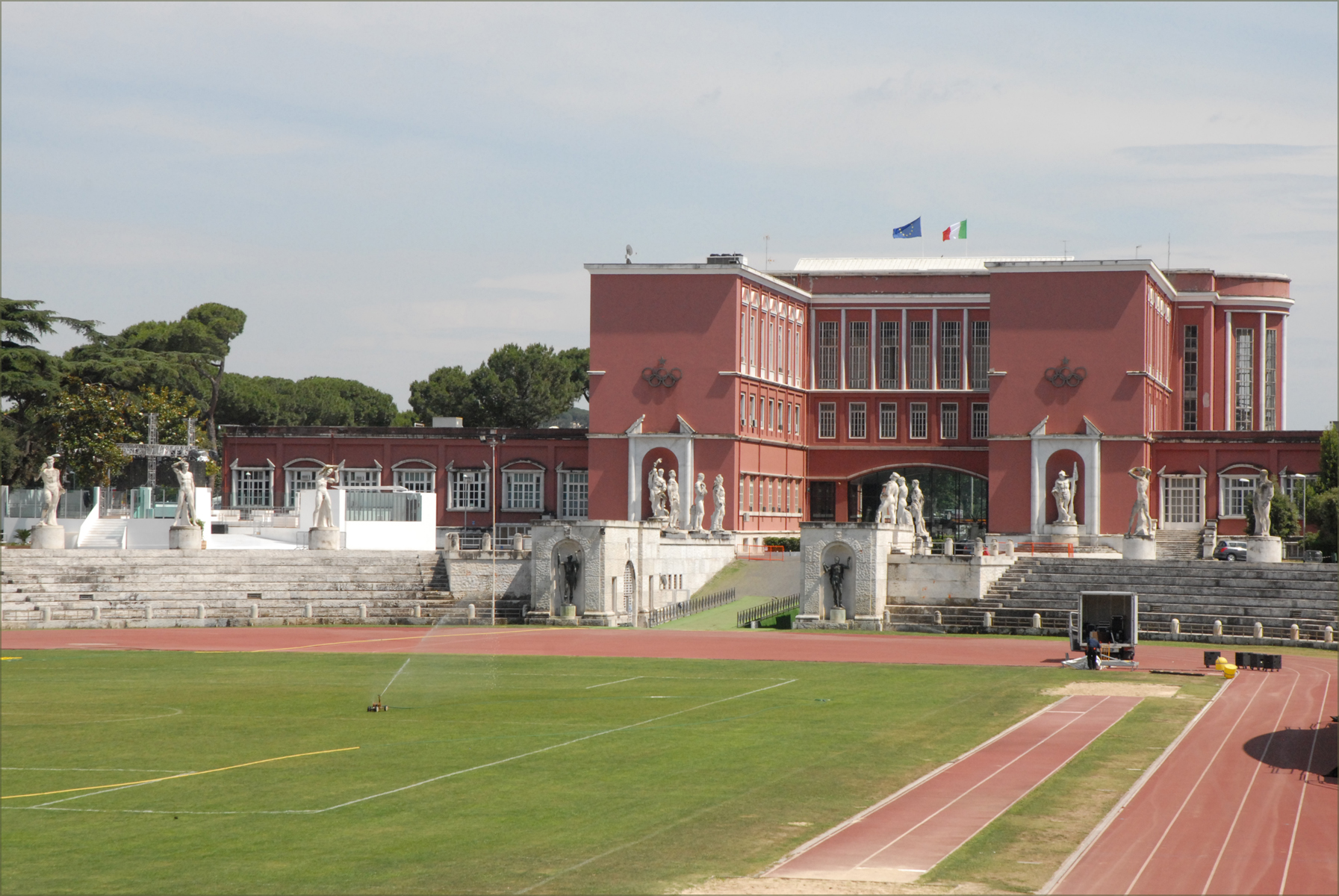
Particolare delle gradinate e delle statue in marmo, nonché dell'attigua Palazzina H del CONI (sullo sfondo).

Lo stadio, ispirato alla Grecia classica, è stato progettato nel 1928 da Enrico Del Debbio insieme al primo piano generale dell'allora Foro Mussolini, e venne portato a termine e inaugurato nel 1932.
Le gradinate perimetrali in marmo bianco di Carrara furono ottenute sopraelevando il terreno di 5,50 m. I due corpi di fabbrica affiancati che delimitano l'accesso al campo sono destinati ai servizi e ai magazzini per gli attrezzi. Infine, sulle gradinate furono poste 60 statue marmoree raffiguranti diverse attività sportive (con in più altre 4 statue bronzee).
Gli artisti prescelti per la progettazione dello stadio avrebbero anche dovuto sovrintendere, dietro compenso di 10.000 lire, alle successive fasi della lavorazione. Il progetto prevedeva che, per le caratteristiche sue proprie, fosse possibile utilizzarlo solo per manifestazioni ginnico-sportive e non per il calcio, per il quale sarà successivamente costruito l'adiacente stadio dei Centomila (1953). La sua capienza è di circa 5.280 posti. 
Dalla fine degli anni 1950 il campo di gioco dello Stadio fu destinato all'hockey su prato, in vista dei Giochi olimpici estivi di Roma 1960. Durante la rassegna a cinque cerchi, lo stadio dei Marmi ospitò numerose partite dei gironi di qualificazione e delle semifinali. Dopo i Giochi, e fino alla metà degli anni 1970, il terreno di gioco restò prevalentemente utilizzato per incontri internazionali e per le partite della Serie A di hockey su prato. 
Il 23 giugno 1996 vi si giocò l'VIII Silverbowl, vinto dai Nightmare Piacenza sugli Elephants Catania per 35 a 20. Ha ospitato, inoltre, la finale del campionato italiano di rugby a 13 2010-11 tra i Gladiators Roma XIII e Rex Albinea Reggio Emilia.
Nel 2011, presso lo Stadio dei Marmi, si è svolta la Finale Nazionale di Gazzetta Cup 2011, il più grande torneo nazionale di calcio a 5 e a 7 organizzato da La Gazzetta dello Sport in collaborazione con il Centro Sportivo Italiano. Per l'occasione, la cornice dello Stadio dei Marmi fu gremita da centinaia di bambini, mentre gli spalti furono riempiti da centinaia di spettatori. Da allora lo stadio è utilizzato soprattutto per gare e attività legate all'atletica leggera.
Dal 12 settembre 2013 lo stadio dei Marmi è intitolato al velocista italiano Pietro Mennea. Nel 2024 l'impianto è stato riqualificato e utilizzato come area di riscaldamento e allenamento per gli atleti impegnati nei XXVI campionati europei di atletica leggera, svolti nell'adiacente stadio Olimpico. Dall'anno seguente diviene tra le sedi di gara degli Internazionali d'Italia di tennis.

## Le statue
Quasi tutte le 60 statue dello stadio dei Marmi furono offerte da una delle province d'Italia, che allora (al 1935) erano 94.
Ognuna tra le statue offerte in questo modo reca sul piedistallo il nome della rispettiva provincia.
| Num. | Titolo                                                   | Autore                           | Anno      | Provincia donatrice  | Immagine |
| ---- | -------------------------------------------------------- | -------------------------------- | --------- | -------------------- | -------- |
| A    | Lotta greco-romana (bronzo)                              | Aroldo Bellini                   | 1932      | —                    |          |
| B    | Lotta libera (bronzo)                                    | Aroldo Bellini                   | 1932      | —                    |          |
| C    | Uomo col giavellotto (bronzo)                            | Aroldo Bellini                   | 1933      | —                    |          |
| D    | Giovanetto arciere (bronzo)                              | Aroldo Bellini                   | 1933      | —                    |          |
| 1    | Ercole                                                   | Silvio Canevari                  | 1931      | Roma                 |          |
| 2    | Atleta che si massaggia (Nuotatore)                      | Carlo De Veroli                  | 1931      | Napoli               |          |
| 3    | Atleta scalatore                                         | Eugenio Baroni                   | 1933      | Aosta                |          |
| 4    | Discobolo                                                | Aroldo Bellini                   | 1931/1932 | Imperia              |          |
| 5    | Atleta che saluta                                        | Aldo Buttini                     | 1931      | Massa Carrara        |          |
| 6    | Atleta con clava (ginnasta)                              | Ercole Drei                      | 1932      | Lecce                |          |
| 7    | Lanciatore di palla                                      | Aroldo Bellini                   | 1931      | Cremona              |          |
| 8    | Lottatore (massaggiatore)                                | Aroldo Bellini                   | ?         | Potenza              |          |
| 9    | Timoniere                                                | Nicola D’Antino                  | 1932      | Pescara              |          |
| 10   | Saltatore con l’asta                                     | Aldo Buttini                     | 1933      | Trieste              |          |
| 11   | Pugilatore in guardia                                    | Carlo De Veroli                  | 1931      | Sassari              |          |
| 12   | Lanciatore della palla di ferro                          | Tommaso Bertolino                | 1930-1935 | Pistoia              |          |
| 13   | Sciatore                                                 | Nicola D’Antino                  | 1932      | Aquila degli Abruzzi |          |
| 14   | Pugilatore che si fascia la mano                         | Francesco Messina                | 1931-1933 | Mantova              |          |
| 15   | Podista (Maratoneta)                                     | Carlo De Veroli                  | ?         | Novara               |          |
| 16   | Atleta con strigile                                      | Aroldo Bellini                   | ?         | Catania              |          |
| 17   | Lanciatore di giavellotto                                | Aldo Buttini                     | 1932      | Perugia              |          |
| 18   | Giocatore di tennis                                      | Libero Andreotti e Antonio Berti | ?         | Parma                |          |
| 19   | Discobolo                                                | Enrico Martini                   | ?         | Frosinone            |          |
| 20   | Giocatore di tennis                                      | Aldo Buttini                     | 1933      | Ragusa               |          |
| 21   | Pugilatore a mani nude                                   | Aldo Buttini                     | 1932      | Chieti               |          |
| 22   | Atleta vittorioso che saluta                             | Angelo Biancini                  | 1933      | Trapani              |          |
| 23   | Tuffatore                                                | Aroldo Bellini                   | 1931/1932 | Pola                 |          |
| 24   | Pugilatore                                               | Francesco Messina                | 1931-1933 | Ascoli Piceno        |          |
| 25   | Atleta con pallone (Giocatore di calcio)                 | Bernardo Morescalchi             | 1931      | Catanzaro            |          |
| 26   | Atleta al timone                                         | Tommaso Bertolino                | ca. 1935  | Enna                 |          |
| 27   | Lanciatore di palla                                      | Nino Cloza                       | ?         | Piacenza             |          |
| 28   | Atleta                                                   | Omero Taddeini                   | 1932      | Arezzo               |          |
| 29   | Fiondatore                                               | Romeo Gregori                    | 1932      | Pavia                |          |
| 30   | Atleta in riposo                                         | Tommaso Bertolino                | ?         | Gorizia              |          |
| 31   | Lanciatore di martello (Giovane atleta col gagliardetto) | Aldo Buttini                     | 1932      | Fiume                |          |
| 32   | Giuocatore di pallone col bracciale (Pilibulus)          | Aroldo Bellini                   | 1932      | Forlì                |          |
| 33   | Atleta su barca a vela                                   | Eugenio Baroni                   | 1933      | Venezia              |          |
| 34   | Marciatore (Podista)                                     | Aroldo Bellini                   | 1932      | Torino               |          |
| 35   | Lottatore                                                | Aroldo Bellini                   | 1931/1932 | Treviso              |          |
| 36   | Atleta con l’asta                                        | Aldo Buttini                     | 1936      | —                    |          |
| 37   | Lanciatore di palla vibrata                              | Oddo Aliventi                    | 1931      | Caltanissetta        |          |
| 38   | Discobolo in riposo                                      | Nicola Rubino                    | 1930      | —                    |          |
| 39   | Pugile vittorioso (lottatore che saluta)                 | Carlo De Veroli                  | 1932      | Milano               |          |
| 40   | Pugile che si asciuga                                    | Aldo Buttini                     | 1938      | —                    |          |
| 41   | Sciatore                                                 | Carlo De Veroli                  | 1931/1932 | Bolzano              |          |
| 42   | Giuocatore di hockey                                     | Aroldo Bellini                   | ca. 1935  | —                    |          |
| 43   | Arciere                                                  | Bernardo Morescalchi             | 1932      | Ravenna              |          |
| 44   | Arciere                                                  | Silvio Canevari                  | 1930/1931 | Rovigo               |          |
| 45   | Lanciatore di giavellotto                                | Attilio Selva                    | 1930      | Messina              |          |
| 46   | Pugilatore                                               | Attilio Selva                    | 1930      | Rieti                |          |
| 47   | Discobolo                                                | Attilio Selva                    | 1930      | Siena                |          |
| 48   | Fromboliere                                              | Attilio Selva                    | 1930      | Alessandria          |          |
| 49   | David                                                    | Silvio Canevari                  | 1930/1931 | Pisa                 |          |
| 50   | Lanciatore della sfera                                   | Aroldo Bellini                   | 1931/1932 | Macerata             |          |
| 51   | Eroe medioevale                                          | Aroldo Bellini                   | ?         | —                    |          |
| 52   | Lanciatore di disco                                      | Tommaso Bertolino                | 1931      | Palermo              |          |
| 53   | Atleta col fascio littorio                               | Aroldo Bellini                   | ?         | Littoria             |          |
| 54   | Calciatore in riposo                                     | Carlo De Veroli                  | 1931      | Bari                 |          |
| 55   | Ercole cacciatore                                        | Eugenio Baroni                   | 1933      | Ancona               |          |
| 56   | Pugilatore in riposo                                     | Carlo De Veroli                  | 1931      | Siracusa             |          |
| 57   | Lanciatore di pietra                                     | Aroldo Bellini                   | 1932/1933 | La Spezia            |          |
| 58   | Atleta scalatore                                         | Eugenio Baroni                   | 1933      | Bergamo              |          |
| 59   | Atleta che si asciuga (Nuotatore)                        | Carlo De Veroli                  | 1932      | Livorno              |          |
| 60   | Ercole                                                   | Silvio Canevari                  | 1931      | Brindisi             |          |